# Massimo Pecorari
Massimo Pecorari (Monfalcone, 16 marzo 1974) è un pallavolista italiano.
Attualmente gioca da tre anni a Genova, dapprima nelle file dell'Igo Genova Volley, squadra di Serie B1 Italiana di cui è stato anche capitano e con la quale ha ottenuto la promozione in Serie A2 nella stagione 2009/2010, e successivamente nelle file della Carige Genova nel campionato di Serie A2 2010/2011 e 2011/2012.

## Carriera
Inizia la sua carriera da professionista nella Pallavolo Brescia nel 1993. In Lombardia gioca per tre anni, prima di trasferirsi a Salerno, tra le file dell'Indomita. Nel 1998 vive la sua prima avventura nella massima serie nazionale, nelle file di Ravenna. L'altra unica militanza in Serie A1 è datata 2000-2001, con la maglia numero 15 della Trentino Volley.